# Willigis
Willigis (? - 23 de febrer de 1011) fou Arquebisbe de Magúncia a finals del segle x i principis del xi i un dels principals propulsor de la construcció de la Catedral de Magúncia.
Per influència de Volkoldo, bisbe de Meissen, entrà a la cort d'Otó I i després del 971 apareix com a canceller del Regne de Germània. El 975 l'emperador Otó II - (fill d'Otó I, i anomenat el Roig o el sanguinari) - l'anomenà arquebisbe de Magúncia; el març del mateix any rebé el pallium del papa Benet VII i fou anomenat primat d'Alemanya. En qualitat de tal, el 983 coronà a Otó III -(fill d'Otó II)— a Aquisgrà, i el 1002 a Enric II a Magúncia. El 1007 presidí el Sínode de Frankfurt, en què 35 bisbes signaren la Butlla de Joan XVIII per a erigir la diòcesi de Bamberg. El 996 Willigis formà part del seguici d'Otó III en el viatge que aquest va fer a Itàlia, havent assistit a la consagració de Gregori V i al sínode convocat pocs dies després.
Les relacions entre el Papa i Willigis tingueren una causa fregament en la disputa del segon amb el bisbe de Hildesheim respecte a la jurisdicció del convent de Gundersheim. Aquest convent havia estat traslladat a aquesta localitat des de Brunshausen (diòcesi de Hildesheim) i com Gundersheim pertanyia a la de Magúncia, ambdós prelats reivindicaven la jurisdicció sobre el mateix. En estar a punt de publicar-se la sentència del papa Silvestre II en favor de Hildeshem, en el sínode de Pohlde (22 de juny de 1001), Willigis, que hi era present, fou presa de gran excitació, que motiva que el legat pontifici la suspengués. Malgrat tot, Willigis es sincerà públicament, per mitjà de la declaració de Gundersheim (5 de gener de 1007).
En la seva diòcesi Willigis desplegà una extraordinària activitat, especialment en el millorament de les comunicacions, construint ponts i camins i afavorint l'art. Emprengué la construcció de la bella Catedral de Magúncia, que ell consagrà el 29 d'agost de 1009 en honor de Sant Martí, però que destruïda pel foc el dia abans d'ésser consagrada. A més de la restauració de l'antiga església de Sant Víctor i la construcció de la de Sant Esteve, en manà construir una altra a Brunnen (Nassau). El seu cos fou sepultat en la de Sant Esteve. La seva festa se celebra el 23 de febrer, i en algunes localitats el 18 d'abril.